# Geodessus kejvali
Geodessus kejvali är en skalbaggsart som beskrevs av Michael Balke och Lars Hendrich 1996. Geodessus kejvali ingår i släktet Geodessus och familjen dykare. Inga underarter finns listade i Catalogue of Life.